# Chhattisgarh
Chhattisgarh (Hindi छत्तीसगढ़ IAST Chattīsgaṛh; wörtlich: „sechsunddreißig Festungen“) ist ein indischer Bundesstaat mit einer Fläche von 135.000 km² und 25,5 Millionen Einwohnern (Volkszählung 2011). Die Hauptstadt Chhattisgarhs ist Raipur, jedoch entsteht derzeit die Planstadt Atal Nagar, die zukünftig als Regierungssitz dienen soll.

## Geographie

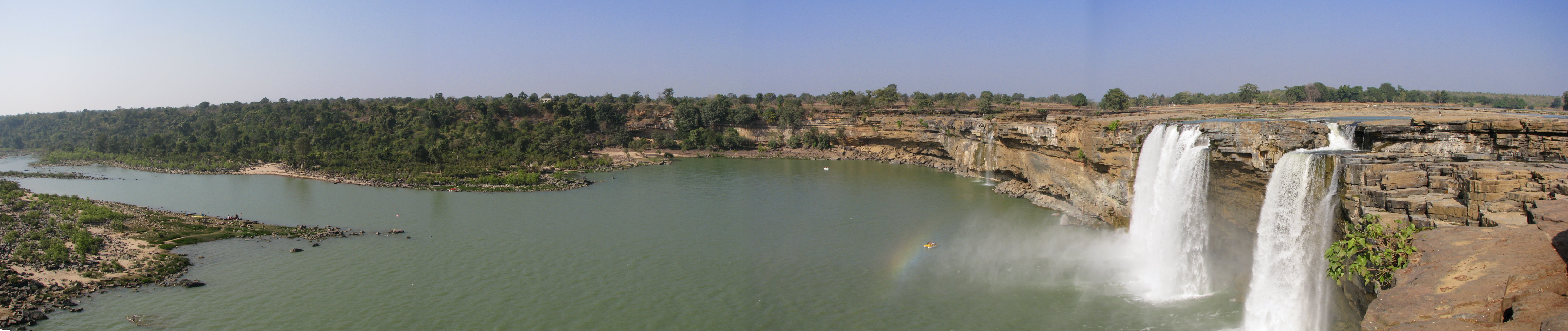
Die Chitrakot Falls bei Jagdalpur

Chhattisgarh grenzt an die Bundesstaaten Uttar Pradesh, Jharkhand, Odisha, Telangana, Maharashtra und Madhya Pradesh (im Uhrzeigersinn, beginnend im Norden).

## Geschichte
Nach der Unabhängigkeit Indiens wurde am 15. August 1947 eine Provinz Chhattisgarh gebildet, die am 1. Januar 1948 den Central Provinces and Berar eingegliedert wurde, die anschließend in Madhya Pradesh aufgingen. Der Bundesstaat Chhattisgarh wurde am 1. November 2000 durch Mehrheitsbeschluss beider Kammern des Bundesparlaments sowie des Parlaments von Madhya Pradesh durch eine Abspaltung der östlichen Distrikte dieses Bundesstaates gebildet.
Im Bundesstaat sind maoistische Rebellen, die Naxaliten aktiv. Die Aktivitäten der Naxaliten richten sich gegen Einrichtungen und Vertreter der Staatsgewalt. Seit einigen Jahren ist ein stetiger Rückgang der Naxalitenaktivitäten festzustellen.

## Bevölkerung

### Übersicht
Gemäß der indischen Volkszählung 2011 hat Chhattisgarh 25.545.198 Einwohner. Die Bevölkerungsdichte liegt mit 189 Einwohnern pro km² deutlich unter dem Landesdurchschnitt. Ca. 23 % der Einwohner Chhattisgarhs leben in Städten. Etwa 70 % der Einwohner können lesen und schreiben (Männer: ca. 80, Frauen: ca. 60 %). Die Alphabetisierungsrate liegt damit unter dem indischen Durchschnitt von 74 %. Im Zeitraum von 2010 bis 2014 betrug die durchschnittliche Lebenserwartung 68,6 Jahre (der indische Durchschnitt betrug 67,9 Jahre). Die Fertilitätsrate betrug 2,21 Kinder pro Frau (Stand: 2016) während der nationale Durchschnitt im selben Jahr bei 2,23 Kinder lag.
Mit einem Wert von 0,586 erreicht Chhattisgarh 2015 den 24. Platz unter den 29 Bundesstaaten Indiens im Index der menschlichen Entwicklung und ist damit unterdurchschnittlich entwickelt.

### Einwohnerentwicklung
In den ersten Jahrzehnten des 20. Jahrhunderts wuchs die Bevölkerung wegen Seuchen, Krankheiten und Hungersnöten nur schwach. Seit 1951 wächst die Einwohnerzahl deutlich stärker als vorher. Während die Bevölkerung in der ersten Hälfte des 20. Jahrhunderts um 78,3 % zunahm, betrug das Wachstum in den fünfzig Jahren zwischen 1961 und 2011 179 %. Die Bevölkerungszunahme zwischen 2001 und 2011 lag bei 22,61 % oder rund 4,71 Millionen Menschen. Offizielle Bevölkerungsstatistiken der heutigen Gebiete sind seit 1901 bekannt und veröffentlicht. Grund für die ungewöhnlich starke Zunahme der Bevölkerung war lange Zeit die Zuwanderung ins dünn besiedelte Gebiet. Heutzutage ist es der Geburtenüberhang. Die Entwicklung verdeutlicht folgende Tabelle:
| Jahr      | 1901      | 1931      | 1961      | 1991       | 2001       | 2011       |
| Einwohner | 4.181.554 | 6.028.778 | 9.154.498 | 11.637.494 | 20.833.803 | 25.545.198 |

### Volksgruppen
In Indien teilt man die Bevölkerung in die drei Kategorien general population, scheduled castes und scheduled tribes ein. Die scheduled castes (anerkannte Kasten) mit (2011) 3.274.269 Menschen (12,82 Prozent der Bevölkerung) werden heutzutage Dalit genannt (früher auch Kastenlose oder abschätzig Unberührbare betitelt). Die scheduled tribes sind die anerkannten Stammesgemeinschaften mit (2011) 7.822.902 Menschen (30,62 Prozent der Bevölkerung), die sich selber als Adivasi bezeichnen. Zu ihnen gehören in Chhattisgarh 42 Volksgruppen.

### Adivasi
| Volksgruppe     | Anzahl    | Anteil  |
| --------------- | --------- | ------- |
| Gond            | 4.298.404 | 16,83 % |
| Kanwar          | 0887.477  | 3,47 %  |
| Kurukh/Oraon    | 0748.789  | 2,93 %  |
| Hal(a)bi        | 0375.182  | 1,47 %  |
| Bhattra         | 0213.900  | 0,84 %  |
| Sawar(a)        | 0130.709  | 0,51 %  |
| Korwa/Kodaku    | 0129.429  | 0,51 %  |
| Binjhwar        | 0119.718  | 0,47 %  |
| Nagesia/Nagasia | 0114.532  | 0,45 %  |

| Volksgruppe       | Anzahl   | Anteil |
| ----------------- | -------- | ------ |
| Bharia/Bhumia     | 113.967  | 0,45 % |
| Baiga             | 0 89.744 | 0,35 % |
| Kha(i)rwar/Kondar | 079.816  | 0,31 % |
| Agariya           | 067.196  | 0,26 % |
| Majhi             | 065.027  | 0,25 % |
| Bhaina            | 055.975  | 0,22 % |
| Majhwar           | 055.320  | 0,22 % |
| Dhanwar           | 050.995  | 0,20 % |
| Kharia            | 049.032  | 0,19 % |

| Volksgruppe | Anzahl | Anteil |
| ----------- | ------ | ------ |
| Kamar       | 26.530 | 0,10 % |
| Kol         | 20.873 | 0,08 % |
| Munda       | 15.095 | 0,06 % |
| Pardi       | 13.476 | 0,05 % |
| Pao         | 12.729 | 0,05 % |
| Pardhan     | 11.111 | 0,04 % |
| Khond       | 10.991 | 0,04 % |
| Bhunjia     | 10.603 | 0,04 % |
| Gad(a)ba    | 08535  | 0,03 % |

| Volksgruppe   | Anzahl | Anteil |
| ------------- | ------ | ------ |
| Biar/Biyar    | 5525   | 0,02 % |
| Saonta/Saunta | 3502   | 0,01 % |
| Birhul/Birhor | 3104   | 0,01 % |
| Parja         | 1212   | 0,00 % |
| Bhil/Bhilala  | 0547   | 0,00 % |
| Korku         | 0484   | 0,00 % |
| Kolam         | 0402   | 0,00 % |
| Saur          | 0228   | 0,00 % |
| Mawasi        | 0203   | 0,00 % |

| Volksgruppe   | Anzahl | Anteil |
| ------------- | ------ | ------ |
| Saharia       | 165    | 0,00 % |
| Bhil Mina     | 071    | 0,00 % |
| Damor/Damaria | 056    | 0,00 % |
| Karku         | 022    | 0,00 % |
| Andh          | 021    | 0,00 % |
| Sonr          | 017    | 0,00 % |

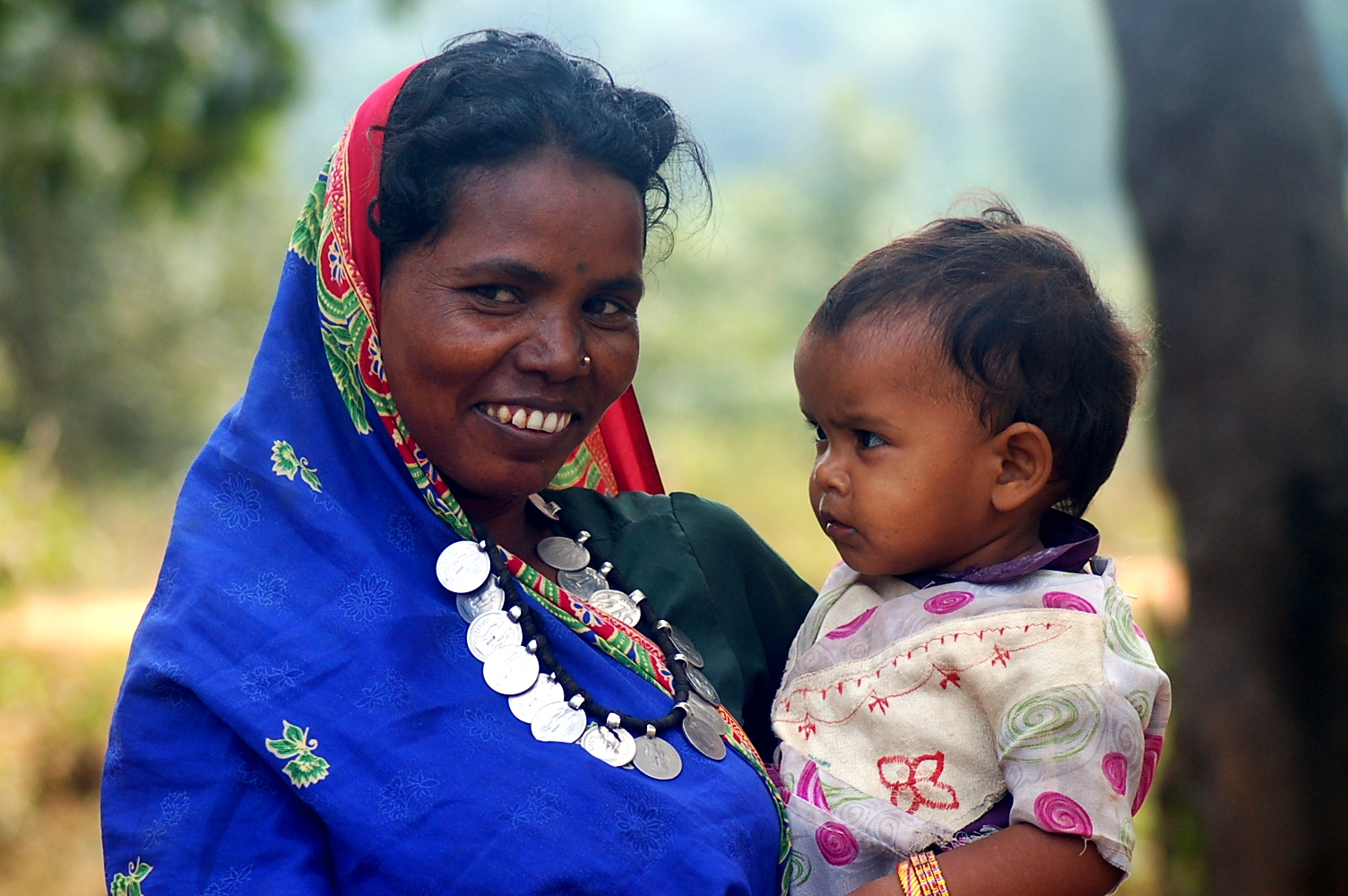
Adivasi in Chhattisgarh

Chhattisgarh liegt im Herzen des indischen Stammeslandes. Aus diesem Grund ist der Anteil der Adivasi hoch. In den Distrikten Dantewada, Bastar, Jashpur, Kanker und Surguja besteht die Bevölkerungsmehrheit aus Adivasi. Die größten Stammesvölker sind die Gond, die mit 3,7 Millionen Angehörigen über die Hälfte der Stammesbevölkerung stellen, gefolgt von den Kawar, Oraon, Halba und Bhattra.
Die Adivasi lebten früher zurückgezogen in unwirtlichen Wald- und Gebirgsregionen. In der Kolonialzeit begann die Erschließung dieses Gebietes. Die Familienverbände der Adivasi wurden aus ihren Siedlungsgebieten verdrängt und die Ressourcen ihrer Gebiete – Tropenholz, Bodenschätze, Wasservorräte – wurden zur Ausbeutung freigegeben. Während sie in der Zeit der britischen Kolonialherrschaft Wälder, Flüsse und Felder frei nutzen konnten, gehören diese heute hauptsächlich privaten Großgrundbesitzern oder werden von der nationalen Mineraliengesellschaft National Mineral Development Corporation kontrolliert. Diese arbeitet eng mit der internationalen Holzkonzernen zusammen.

### Sprachen
Einzige Amtssprache ist Hindi. Standardhindi (Khari Boli; basiert auf dem Hindi der Region Delhi) wird allerdings als Muttersprache nur von einem kleinen Teil der Bevölkerung gesprochen. Es gibt starke Unterschiede zwischen den Städten und den ländlichen Gebieten. Auf dem Land sprechen nur 3,42 % der Bewohner Hindi, in den Städten dagegen sind es 34,36 %. Englisch ist wie überall in Indien als Verkehrs- und Bildungssprache allgegenwärtig.
Indoarische Sprachen sind dominant. Hindi-Sprachen und Dialekte (vorwiegend Chhattisgarhi, Hindi, Sadan/Sadri und Surgujia) werden von insgesamt 83,62 % der Einwohnerschaft als Muttersprache angegeben. Weitverbreitete indoarische Sprachen sind zudem Oriya (3,58 % Anteil; mit Oriya und Bhatri), Halabi/Halbi (2,76 % Anteil) und Bengali (0,95 % Anteil). Zu den drawidischen Sprachen zählen Gondi (4,19 % Anteil; mit Gondi und Dorli) und Kurukh (Oraon; mit 2,02 % Anteil).
Klar meistgesprochene Sprache der Bevölkerung ist Chhattisgarhi. In den Städten stellt diese Sprache mit 44,67 % Bevölkerungsanteil nur eine relative Mehrheit; auf dem Land ist Chhattisgarhi mit 67,12 % Anteil sehr dominant. Halabi/Halbi, Sadan/Sadri und Surgujia sind unter der Landbevölkerung weit verbreitet. In den Grenzregionen zum indischen Bundesstaat Odisha gibt es starke Minderheiten, die Oriya (oder Bhatri) als Muttersprache haben.
Die drawidischen Sprachen sind unter der Landbevölkerung überdurchschnittlich vertreten. Dies gilt sowohl für Gondi (Land:5,26 %; Stadt:0,60 %) wie auch für Kurukh (Land:2,43 %; Stadt: 0,68 %). Auch erreichen diese beiden Sprachen regional sehr hohe Bevölkerungsanteile (siehe einzelne Distrikte). Viele Leute sind mehrsprachig und beherrschen Hindi als Zweitsprache oder Drittsprache.

### Religionen
Die große Mehrheit der Einwohner Chhattisgarhs sind Hindus: Laut der Volkszählung 2011 machen diese 93 Prozent der Bevölkerung des Bundesstaates aus (23.819.789 Personen). Muslime (514.998 Personen) und Christen (490.542 Personen) sind mit je etwa 2 Prozent kleine Minderheiten. Gänzlich unter den scheduled tribes gibt es 494.546 Personen, die ihre herkömmliche Religion praktizieren (Total Other Religions minus 31 Bahai, 14 Atheisten und 3 Parsen in Chhattisgarh). Buddhisten (70.036 Personen) und Dschainas (Jainas; 61.510 Personen) sind kleinere religiöse Minderheiten. Die Buddhisten sind überwiegend Dalit, die Dschainas Zugewanderte.
In der allgemeinen Bevölkerung und unter den Dalits dominieren die Hindus. Einzige Ausnahme unter den Dalits ist die Kaste der Mahar/Mehra/Mehar, in der 61.028 von 245.220 Angehörigen (oder 24,89 %) Buddhisten sind. Unter den scheduled tribes in Chattisgarh sieht die Lage anders aus. Großmehrheitlich sind auch sie Hindus. Doch gibt es unter ihnen zahlreiche Angehörige Traditioneller Religionen (488.097 Personen oder 6,24 %) und Christen (385.041 Personen oder 4,92 %). 420.631 Menschen oder 9,79 % unter den Gond gehören ihrer herkömmlicher Religion an. Und in der Volksgruppe der Oraon sind Christen mit 360.762 Personen (48,18 % Anteil) gegenüber den Hindus (47,31 %) sogar in einer relativen Mehrheit. Alle anderen scheduled tribes weisen große Mehrheiten an Hindus aus, haben aber teilweise noch christliche Minderheiten oder sind minderheitlich Angehörige ihrer herkömmlicher Religion.
Unter der allgemeinen Bevölkerung gibt es zahlreiche Muslime. Von den 514.998 Muslimen in Chhattisgarh sind fast keine Dalit und nur 8508 Angehörige von scheduled tribes. Die mehr als 500.000 Muslime erreichen einen Anteil von rund 3,5 % der 14.448.027 Personen, die zur allgeeinen Bevölkerung gehören.

### Kultur
Die rund 40 Adivasi-Gruppen prägen die traditionelle Kultur von Chhattisgarh mit Volkstänzen, Gesängen und religiösen Ritualen, die zu jahreszeitlichen Feiern, Familienfesten und sonstigen zeremoniellen Anlässen stattfinden. Zu den Volkstänzen, die zur Verehrung von Göttern oder beim Wechsel der Jahreszeiten aufgeführt werden, gehören Saila (Kreistanz mit Stöcken), Karma Baach (Herbsttanz für eine gute Ernte zu Ehren des Gottes Karam Devta), Sua Nacha (Frauentanz mit Händeklatschen anlässlich der Hochzeit von Gauri alias Parvati und Gaura alias Shiva), Panthi (Ritualtanz der Gond im Distrikt Bastar), Raut Nacha (Tanz der Raut-Kaste zur Verehrung von Krishna) und Gendi (Tanz der Gond auf Stelzen).
Regional pflegen Männer oder Frauen eine Tradition von mündlich überlieferten Volkserzählungen, die teilweise auf den altindischen Epen basieren oder Betrachtungen des Alltagslebens beinhalten. Frauen in Bastar singen die epischen Lieder Tija Jagar und begleiten sich auf dem Musikbogen dhankul. Andere traditionelle Gesangsformen heißen Fag, Karma, Danda, Sawnahi, Kau-Mau, Sua, Cher-Chera, Sohar und Khuduwa.
Weitere für Chhattisgarh traditionelle Musikinstrumente neben dem Musikbogen dhankul sind die Kegeloboe mohori, die Bambusquerflöte bansuri, die kleine Bechertrommel tudbudi, das Bechertrommelpaar nagara, die große Rahmentrommel dafla (dhapra), die konische zweifellige Röhrentrommel mandar und die große Zylindertrommel dholak.

## Bildung
Dank bedeutender Anstrengungen steigt die Alphabetisierung. Die Werte für den Bundesstaat liegen allerdings noch unter dem indischen Durchschnitt. Noch bis in die neueste Zeit war der Grad der Alphabetisierung sehr tief. Denn 1991 konnte nur knapp mehr als eine von fünf Frauen auf dem Land lesen und schreiben. Typisch für indische Verhältnisse sind die starken Unterschiede zwischen den Geschlechtern sowie Stadt und Land.
Anmerkung zu den Zahlen: 1991 gab es die sieben Distrikte Bastar, Bilaspur, Durg, Raigarh, Raipur, Rajnandgaon und Surguja, die dem Gebiet des heutigen Bundesstaats Chhattisgarh entsprechen. Die Zahlen sind die Summe der Angaben für die einzelnen Distrikte. Quellen sind das Ergebnis der Volkszählung 1991 von Madhya Pradesh, zu dem der heutige Bundesstaat 1991 noch gehörte und die Ergebnisse der Volkszählungen für Chhattisgarh 2001 und 2011.
| Alphabetisierung im Bundesstaat Chhattisgarh      |                   |                   |                   |                   |                   |                   |
| Einheit                                           | Volkszählung 1991 | Volkszählung 1991 | Volkszählung 2001 | Volkszählung 2001 | Volkszählung 2011 | Volkszählung 2011 |
| Einheit                                           | Anzahl            | Anteil            | Anzahl            | Anteil            | Anzahl            | Anteil            |
| GESAMT                                            | 6.096.034         | 42,91 %           | 11.173.149        | 64,66 %           | 15.379.922        | 70,28 %           |
| Männer                                            | 4.154.887         | 58,07 %           | 6.711.395         | 77,38 %           | 8.807.893         | 80,27 %           |
| Frauen                                            | 1.941.147         | 27,52 %           | 4.461.754         | 51,85 %           | 6.572.029         | 60,24 %           |
| STADT GESAMT                                      | 1.810.957         | 71,37 %           | 2.896.583         | 80,58 %           | 4.370.966         | 84,05 %           |
| Stadt-Männer                                      | 1.099.442         | 82,70 %           | 1.664.236         | 89,39 %           | 2.404.881         | 90,58 %           |
| Stadt-Frauen                                      | 711.515           | 58,91 %           | 1.232.347         | 71,11 %           | 1.966.085         | 77,24 %           |
| LAND GESAMT                                       | 4.285.077         | 36,72 %           | 8.276.566         | 60,48 %           | 11.008.956        | 65,99 %           |
| Land-Männer                                       | 3.055.445         | 52,45 %           | 5.047.159         | 74,09 %           | 6.403.012         | 76,98 %           |
| Land-Frauen                                       | 1.229.632         | 21,04 %           | 3.229.407         | 46,99 %           | 4.605.944         | 55,06 %           |
| Ergebnisse der Volkszählungen 1991, 2001 und 2011 |                   |                   |                   |                   |                   |                   |

### Bildungseinrichtungen
Die Anzahl Grundschulen ist in den letzten Jahrzehnten stark gewachsen. Deshalb ist der Anteil der Menschen, die lesen und schreiben können, stark gestiegen. Seit Chhattisgarh ein eigenständiger Bundesstaat ist, stieg die Zahl der Höheren Schulen (Fachhochschulen und Universitäten). Während es nur wenige private Grundschulen gibt, ist der Anteil der privat geführten Hochschulen hoch. Von den 24 Hochschulen sind 14 privat.
Im Schuljahr 2020/2021 gab es im Bundesstaat Chhattisgarh 32.715 Grundschulen (Primary Schools), 16.393 höhere Grundschulen (Middle Schools), 7195 Mittelschulen (High School/Higher Secondary), Hunderte von Fachhochschulen und 24 Universitäten.

## Größte Städte
Derzeit ist Raipur die einzige Millionenstadt im Bundesstaat Chhattisgarh. Weitere neun Orte haben eine Einwohnerzahl von mehr als 100.000. Mittelgroße Städte mit mehr als 50.000 Menschen sind Bhilai Charoda (98.008 Einwohner), Birgaon (96.294 Einwohner), Chirmiri (85.317 Einwohner), Bhatapara (57.537 Einwohner) und Mahasamund (54.413 Einwohner). Es gibt mehr als hundert weitere Orte mit teils geringen Einwohnerzahlen, die als Städte (towns und census towns) gelten. Dennoch beträgt der Anteil der städtischen Bevölkerung im gesamten Bundesstaat Chhattisgarh mit 5.937.237 Personen nur 23,24 %.
| Ort          |              |  |           | Einwohner |
| Raipur       | Raipur       |  | 1.027.264 | 1.027.264 |
| Bhilai Nagar | Bhilai Nagar |  | 627.734   | 627.734   |
| Bilaspur     | Bilaspur     |  | 365.579   | 365.579   |
| Korba        | Korba        |  | 365.253   | 365.253   |
| Durg         | Durg         |  | 268.806   | 268.806   |
| Rajnandgaon  | Rajnandgaon  |  | 163.114   | 163.114   |
| Raigarh      | Raigarh      |  | 150.019   | 150.019   |
| Jagdalpur    | Jagdalpur    |  | 125.463   | 125.463   |
| Ambikapur    | Ambikapur    |  | 121.071   | 121.071   |
| Dhamtari     | Dhamtari     |  | 101.677   | 101.677   |
| Stand: 2011  |              |  |           |           |

## Umwelt
Abholzung und Umweltverschmutzung durch den Abbau von Bodenschätzen (vor allem Steinkohle) haben auch den Lebensraum von Wildelefanten eingeengt, die sich seit den 1980er Jahren aus dem benachbarten Jharkhand in die Wälder von Chhattisgarh zurückgezogen haben und hier seit dem Jahr 2000 zunehmend für Zerstörungen in abgelegenen Dörfern verantwortlich sind.

## Politik

### Politisches System
Die Legislative des Bundesstaates Chhattisgarh besteht aus einem Einkammernparlament, der Chhattisgarh Legislative Assembly oder Chhattisgarh Vidhan Sabha. Das Parlament hat 91 Abgeordnete, von denen 90 alle fünf Jahre durch Direktwahl bestimmt werden und einer als Vertreter der anglo-indischen Minderheit vom Gouverneur ernannt wird. Sitz des Parlaments ist Raipur. Der Chief Minister (Regierungschef) des Bundesstaates Chhattisgarh wird vom Parlament gewählt. An der Spitze des Bundesstaats steht jedoch der vom indischen Präsidenten ernannte Gouverneur (Governor). Seine Hauptaufgaben sind die Ernennung des Chief Ministers und dessen Beauftragung mit der Regierungsbildung. Höchster Gerichtshof Chhattisgarhs ist der Chhattisgarh High Court mit Sitz in Bilaspur.
Im gesamtindischen Parlament ist Chhattisgarh mit elf Abgeordneten in der Lok Sabha, dem Unterhaus, und mit fünf Sitzen in der Rajya Sabha, dem Oberhaus, vertreten.

### Parteien
Die Parteipolitik Chhattisgarhs wird von zwei überregionalen Parteien, dem Indischen Nationalkongress (INC) und der Bharatiya Janata Party (BJP) dominiert. Die erste Regierung des im Jahr 2000 gegründeten Bundesstaates stellte noch die Kongresspartei. Die BJP gewann aber die Neuwahlen im Jahr 2003 und regierte danach mit Chief Minister Raman Singh die folgenden 15 Jahre.
Bei der gesamtindischen Parlamentswahl 2014 konnte die landesweit siegreiche BJP an ihre vorigen Erfolge in Chhattisgarh anschließen. Die Partei entschied in dem Bundesstaat alle elf Wahlkreise für sich.
Eine kleine Sensation war im Januar 2015 die Wahl der parteiunabhängigen Transsexuellen (Hijra) Madhu Kinnar zur Bürgermeisterin der Distriktshauptstadt (s. o.) Raigarh (ca. 150.000 Einwohner) – mit einem knappen Vorsprung von nur 4500 Stimmen gegenüber dem BJP-Kandidaten.
Die Wahl zum Parlament von Chhattisgarh am 12. und 20. November 2018 ging für die BJP verloren. Die Kongresspartei erzielte mit dem Gewinn von 68 der 90 Wahlkreise einen überzeugenden Wahlsieg. Die BJP kam auf 15 Wahlkreise und die Bahujan Samaj Party (BSP) auf 7. Am 17. Dezember 2018 wurde Bhupesh Baghel, der Spitzenkandidat der Kongresspartei als neuer Chief Minister vereidigt. Die folgende Wahl am 17. November 2023 wurde wieder von der BJP gewonnen und ab dem 13. Dezember 2023 amtierte Vishnu Deo Sai als Chief Minister.

## Verwaltungsgliederung

### Distrikte und Divisionen

Die 33 Distrikte Chhattisgarhs (Stand 2022)

Der Bundesstaat Chhattisgarh ist in die fünf Divisionen Bastar, Durg, Raipur, Bilaspur, Surguja sowie in folgende 33 Distrikte untergliedert (Stand 1. Januar 2023; Einwohnerzahl, Fläche und Bevölkerungsdichte nach der Volkszählung 2011):
| Distrikt                        | Verwaltungs- sitz | Fläche [km²] | Einwohner (2011) | Bev.- dichte [Ew./km²] | Division |
| ------------------------------- | ----------------- | ------------ | ---------------- | ---------------------- | -------- |
| Balod                           | Balod             | 3.373        | 826.165          | 245                    | Durg     |
| Balodabazar-Bhatapara           | Balodabazar       | 3.951,85     | 1.078.911        | 273                    | Raipur   |
| Balrampur                       | Balrampur         | 6.265,28     | 730.491          | 117                    | Surguja  |
| Bastar                          | Jagdalpur         | 5.373,38     | 834.375          | 155                    | Bastar   |
| Bemetara                        | Bemetara          | 2.863,72     | 795.759          | 278                    | Durg     |
| Bijapur                         | Bijapur           | 8.530        | 255.230          | 299                    | Bastar   |
| Bilaspur                        | Bilaspur          | 3536,12      | 1.625.502        | 460                    | Bilaspur |
| Dantewada                       | Dantewada         | 2.845,38     | 283.479          | 100                    | Bastar   |
| Dhamtari                        | Dhamtari          | 4.084        | 799.781          | 196                    | Raipur   |
| Durg                            | Durg              | 2.298,28     | 1.721.948        | 749                    | Durg     |
| Gariaband                       | Gariaband         | 4.834,41     | 597.653          | 124                    | Raipur   |
| Gaurela-Pendra-Marwahi          | Gaurela           | 1.978,18     | 336.420          | 170                    | Bilaspur |
| Janjgir-Champa                  | Naila-Janjgir     | 2.220,7      | 966.671          | 435                    | Bilaspur |
| Jashpur                         | Jashpur           | 5.838        | 851.669          | 146                    | Surguja  |
| Kabirdham                       | Kawardha          | 4.235        | 822.526          | 194                    | Durg     |
| Kanker                          | Kanker            | 7.161        | 748.941          | 105                    | Bastar   |
| Khairagarh-Chhuikhadan-Gandai   | Khairagarh        | 2.333,43     | 368.444          | 158                    | Durg     |
| Kondagaon                       | Kondagaon         | 5.096,61     | 578.824          | 114                    | Bastar   |
| Korba                           | Korba             | 6.598        | 1.206.640        | 183                    | Bilaspur |
| Koriya                          | Baikunthpur       | 2.130,46     | 247.427          | 116                    | Surguja  |
| Mahasamund                      | Mahasamund        | 4.790        | 1.032.754        | 216                    | Raipur   |
| Manendragarh-Chirmiri-Bharatpur | Manendragarh      | 4.474        | 411.490          | 92                     | Surguja  |
| Mohla-Manpur-Ambagarh Chowki    | Mohla             | 2.490,66     | 283.947          | 114                    | Durg     |
| Mungeli                         | Mungeli           | 2.757,69     | 701.707          | 254                    | Bilaspur |
| Narayanpur                      | Narayanpur        | 4.653        | 139.820          | 30                     | Bastar   |
| Raigarh                         | Raigarh           | 5.581,53     | 1.112.982        | 199                    | Bilaspur |
| Raipur                          | Raipur            | 2.896,36     | 2.160.876        | 746                    | Raipur   |
| Rajnandgaon                     | Rajnandgaon       | 3.245,9      | 884.742          | 273                    | Durg     |
| Sakti                           | Sakti             | 1.632,3      | 653.036          | 400                    | Bilaspur |
| Sarangarh-Bilaigarh             | Sarangarh         | 2.204,82     | 607.434          | 276                    | Bilaspur |
| Sukma                           | Sukma             | 5.452,62     | 250.159          | 46                     | Bastar   |
| Surajpur                        | Surajpur          | 5.456,55     | 789.043          | 145                    | Surguja  |
| Surguja                         | Ambikapur         | 4.010,16     | 840.352          | 210                    | Surguja  |

### Historische Entwicklung der Distrikteinteilung
Bei der Gründung des Bundesstaats im Jahr 2000 war Chhattisgarh in 16 Distrikte eingeteilt (Bastar, Bilaspur, Dantewada, Dhamtari, Durg, Janjgir-Champa, Jashpur, Kanker, Kawardha, Korba, Koriya, Mahasamund, Raigarh, Raipur, Rajnandgaon, Surguja). Im Laufe der Zeit kamen folgende Distrikte hinzu:
- 11. Mai 2007 zwei neue Distrikte: Bijapur aus Teilen von Dantewada sowie Narayanpur aus Teilen von Bastar.[28]
- 15. August 2011 ein neuer Distrikt: Surajpur aus Teilen von Surguja.[29]
- 1. Januar 2012 sieben neue Distrikte: Balod und Bemetara aus Teilen von Durg,[30][31] Balodabazar-Bhatapara und Gariaband aus Teilen von Raipur,[32][33] Balrampur aus Teilen von Surguja,[34] Kondagaon aus Teilen von Bastar,[35] Mungeli aus Teilen von Bilaspur.[36]
- 16. Januar 2012 ein neuer Distrikt: Sukma aus Teilen von Dantewada.[37]
- 10. Februar 2020 ein neuer Distrikt: Gaurela-Pendra-Marwahi aus Teilen von Bilaspur.[38]
- 2. September 2022 ein neuer Distrikt: Mohla-Manpur-Ambagarh Chowki aus Teilen von Rajnandgaon[39]
- 3. September 2022 zwei neue Distrikte: Khairagarh-Chhuikhadan-Gandai aus Teilen von Rajnandgaon und Sarangarh-Bilaigarh aus Teilen von Balodabazar-Bhatapara und Raigarh[40]
- 9. September 2022 zwei neue Distrikte: Manendragarh-Chirmiri-Bharatpur aus Teilen von Koriya und Sakti aus Teilen von Janjgir-Champa[41]

Seit 2000 neu entstandene Distrikte in Chhattisgarh

### Kommunale Selbstverwaltung
Anfang 2015 gab es in Chhattisgarh 10 Municipal Corporations (Nagar Nigam), 44 Municipal Councils (Nagar Palika Parishad) und 113 Nagar Panchayats.
Municipal Corporations:
- Ambikapur
- Bhilai Charoda***
- Bhilai Nagar
- Bilaspur
- Birgaon***
- Chirmiri
- Dhamtari***
- Durg
- Jagdalpur
- Korba
- Mahasamund***
- Raigarh
- Raipur
- Rajnandgaon

Municipal Councils:
- Ahiwara
- Akaltara
- Arang
- Bade Bacheli
- Bagbahra
- Baikunthpur
- Balod
- Balodabazar
- Balrampur
- Bemetara
- Bhatapara
- Champa
- Dalli-Rajhara
- Dipka
- Dongargarh
- Gariaband
- Gobra Nawapara
- Jashpur
- Katghora
- Kawardha
- Kerudung
- Kharsia
- Kirandul
- Kondagaon
- Kumhari
- Naila-Janjgir
- Manendragarh
- Mungeli
- Ratanpur
- Sakti
- Saraipali
- Shivpur Charcha
- Surajpur
- Takhatpur
- Tifra
- Tilda Newra

***Bhilai Charoda, Birgaon, Dhamtari und Mahasamund wurden nach 2014 zu Municipal Corporations erhoben.